# 馮瑢
馮瑢（1435年—？），字時鳴，直隸徽州府績溪縣人，民籍，明朝政治人物。進士出身。

## 生平
早年出身國子生，成化十年（1474年）甲午科應天府鄉試第三十五名。成化十四年（1478年）戊戌科會試第一百三十二名，殿試登進士第三甲第五十一名。

## 家族
曾祖父馮敏政。祖父馮子恭。父亲馮義觀，曾任義官。母陳氏。慈侍下。娶程氏。